# Yossi Cohen

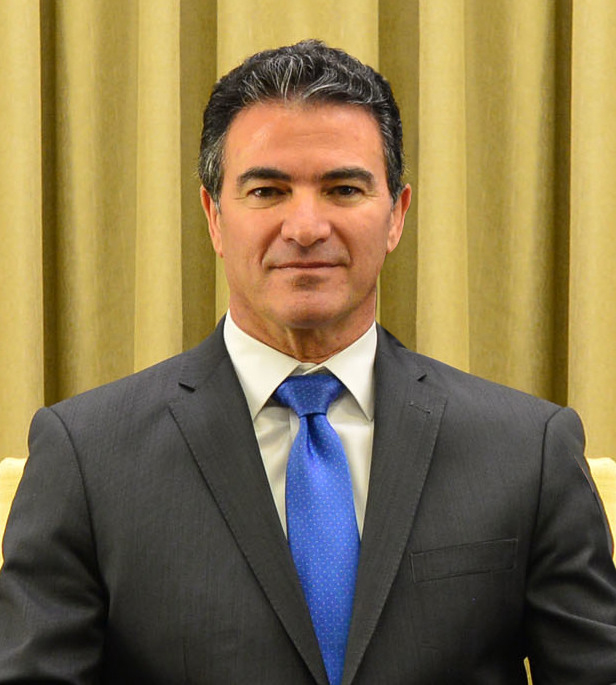
Yossi Cohen (2016)

Josef Meir „Yossi“ Cohen (hebräisch יוסי מאיר כהן; * 10. September 1961 in Jerusalem) ist ein israelischer Offizier und war von 2016 bis Mai 2021 Direktor des Auslandsgeheimdienstes Mossad.

## Biografie
Cohen wurde in Jerusalem, im Stadtteil Katamon, in eine religiöse Familie geboren. Benannt wurde er nach seinem Großvater Josef und seinem Onkel Meir, der bei einem Armeeunfall sein Leben verlor. Seine Mutter Mina war Lehrerin und Schulleiterin und gehörte zu einer Familie, die seit sieben Generationen in Hebron lebte. Für ihr Schaffen wurde sie von der Stadt Jerusalem ausgezeichnet. Sein Vater Aryeh war Mitglied einer Familie von Tzabar, die seit der achten Generation in Eretz Israel lebten und die das Viertel Me'a Sche'arim gründeten. Er war Irgun-Aktivist und hatte zuletzt eine leitende Position bei der Bank Mizrahi-Tefahot inne. Cohen war in seiner Jugend Mitglied der Bnei Akiva und besuchte die Yeshivat Or Etzion High School in Merkaz Shapira.

## Karriere
Seine Militärzeit von 1979 bis 1982 verbrachte er bei den Fallschirmjägern, wo er zuletzt als Kommandeur ausschied. Nach seiner Entlassung studierte er an der University of London und trat 1984 dem Mossad bei. Cohen wurde als "in der Lage, das Vertrauen seiner Schützlinge zu wecken" beschrieben. Er wurde Sachbearbeiter, der mit der Rekrutierung und dem Umgang mit Spionen in fremden Ländern beauftragt war. Während seiner Ausbildung war er zu dieser Zeit der einzige religiöse Kandidat im Offizierkurs des Mossad. Während seiner Karriere leitete er Agenten in einer Reihe von Ländern und wurde daraufhin Chef der Division Tsomet des Mossads.
1997 schloss er sein Studium an der Bar-Ilan-Universität im Rahmen des Programms für Sicherheitskräfte mit Auszeichnung mit einem Bachelor in Sozialwissenschaften ab. 2000 nahm sich Cohen eine unbezahlte zweijährige Auszeit von der Organisation, um seine Familie bei der Betreuung seines Sohnes mit besonderen Bedürfnissen zu unterstützen. In diesen Jahren arbeitete er auch für Image ID.  Im Jahr 2002 kehrte er in den aktiven Dienst zurück und wurde 2006 zum Leiter des Zentrums für Spezialoperationen der Abteilung Junction ernannt.
Von 2011 bis 2013 war er stellvertretender Direktor des Mossad unter Tamir Pardo. Sein Spitzname war Y (hebräisch: "י"). Während dieser Zeit wurde er mit dem Israel Defense Prize ausgezeichnet. Im August 2013 wurde er vom israelischen Premierminister Benjamin Netanjahu zum Nationalen Sicherheitsberater des Premierministers und zum Stabschef des Nationalen Sicherheitspersonals gewählt. Am 6. Dezember 2015 erschien Cohen vor dem Wirtschaftsausschuss der Knesset und brachte die Position des Nationalen Sicherheitsrates zum Ausdruck, dass eine Verzögerung, die beim Bau der Gasroute durch Israel entstehen könnte, die Sicherheit des Landes beeinträchtigt.
Am 7. Dezember 2015 gab Netanjahu Cohens Ernennung zum Chef des Mossad bekannt. Am 6. Januar 2016 trat er sein Amt an und ersetzte damit seinen Vorgänger Pardo.
Cohen war persönlich in Versuchen involviert, die Erhebung einer Anklage Israels bezüglich mutmaßlicher Kriegsverbrechen in den besetzten palästinensischen Gebieten zu verhindern. Dazu setzte er die damalige Chefanklägerin des Internationalen Strafgerichtshofes Fatou Bensouda unter Druck, auch in persönlichen Treffen beider. Dies beinhaltete das geheimdienstliche Sammeln von Informationen über enge Familienangehörige Bensoudas, Andeutungen zu Schädigung ihrer beruflichen Karriere bis hin zu Drohungen gegenüber ihrem  Ehemann.
Im Januar 2018 beaufsichtigte Cohen die Operation, das geheime Nukleararchiv des Iran in Teheran zu stehlen und aus dem Land zu schmuggeln (siehe Iranisches Atomprogramm). Nach Angaben der The Jerusalem Post wurde eine Karte der bei der Unternehmung erfassten Nuklearstandorte noch nicht veröffentlicht. Den erbeuteten Dokumenten wurde eine wichtige Rolle bei der Entscheidung von US-Präsident Donald Trump zugeschrieben, vom Atomabkommen mit dem Iran zurückzutreten. Im September 2019 listete die Jerusalem Post Cohen als den einflussreichsten Juden des Jahres auf.
Am 5. Juli 2020 beschloss Netanjahu, Cohens Amtszeit als Chef des Mossad um weitere sechs Monate bis zum 1. Juni 2021 zu verlängern, sein Nachfolger soll sein Stellvertreter David Barnea werden. Cohen war der wichtigste israelische Beamte, der für die Verwaltung der weitgehend geheimen Beziehungen Israels zu verschiedenen arabischen Nationen verantwortlich war. Er hat sich oft mit Vertretern Ägyptens, Jordaniens, der Vereinigten Arabischen Emirate, Saudi-Arabiens und Katars getroffen und bei der Aushandlung von Netanjahus Besuch in Oman im Jahr 2018 mitgewirkt. Berichten zufolge traf er den Geheimdienstchef des Sudan, obwohl der sudanesische Geheimdienst dies bestritt. Im Jahr 2020 war er Israels Chefunterhändler bei der Vereinbarung des abrahamitischen Abkommens, die schließlich zu den Friedensverträgen zwischen Israel und den Vereinigten Arabischen Emiraten, Bahrain, Sudan und Marokko führten.
Am 23. November 2020 nahm er Berichten zufolge an einem geheimen Treffen mit Premierminister Netanjahu und Muhammad bin Salman, Saudi-Arabiens Erbe und Verteidigungsminister teil. Laut einem Zeitungsbericht hält Netanyahu Cohen für die beste Person, die ihm als Premierminister nach seinem Ausscheiden nachfolgt. Am 30. Mai 2021 verlieh ihm die Bar-Ilan-Universität die Ehrendoktorwürde.

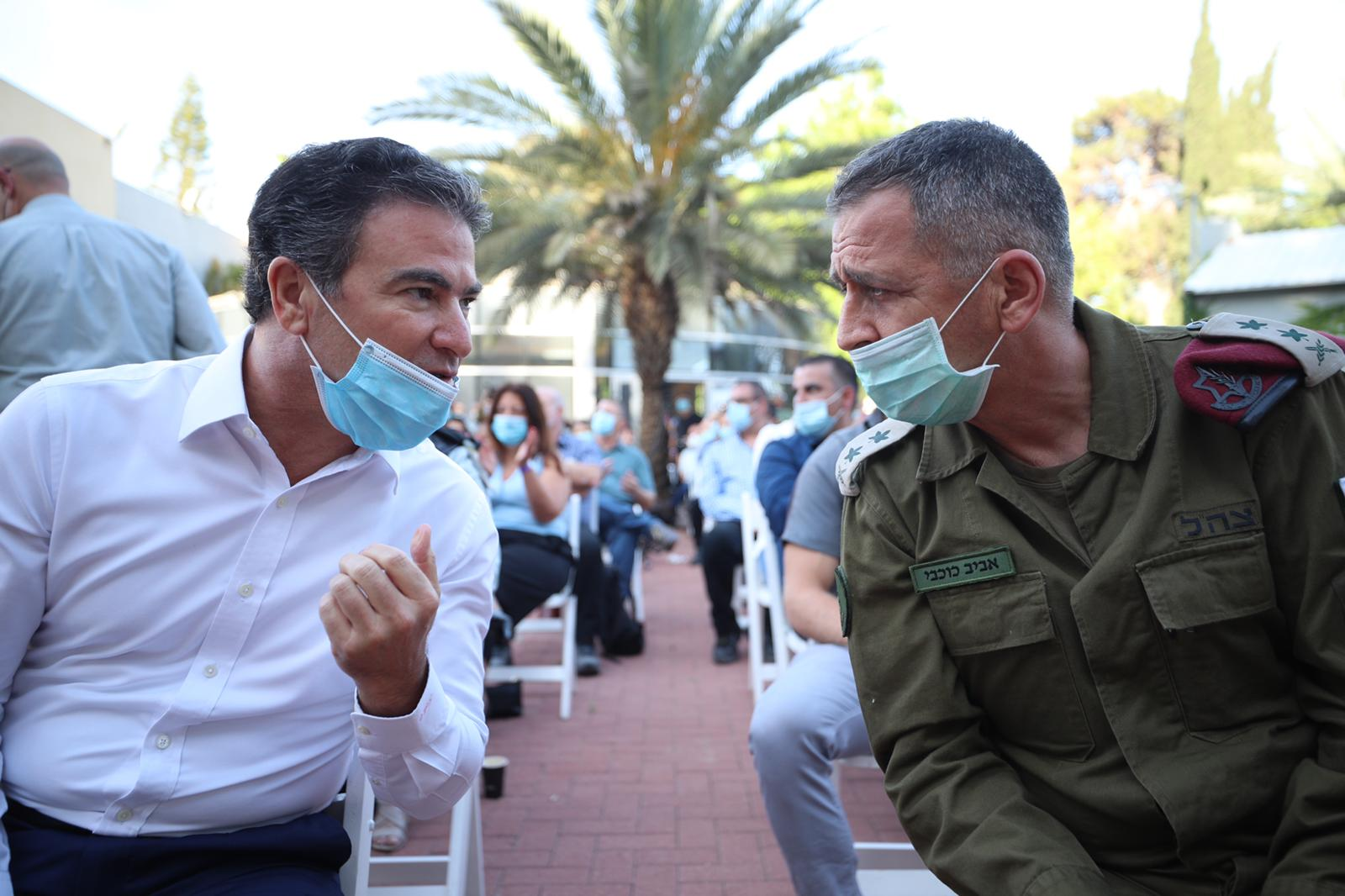
Yossi Cohen beim Gespräch mit Stabschef Aviv Kochavi (Mai 2020)

Im Mai 2024 deckten das +972 Magazine und der Guardian auf, dass Cohen persönlich eine neun Jahre dauernde Operation gegen den Internationalen Strafgerichtshof und gegen dessen Chefankläger – zuerst Fatou Bensouda und dann Karim Khan – leitete. Der Gerichtshof, die Ankläger und ihre Familien wurden abgehört und observiert; die Ankläger und ihre Familien wurden persönlich bedroht.

## Politische Ansichten
Auf einer Konferenz im Jahr 2019 in Herzlia, gab Cohen bekannt, dass Israel eine einzigartige Gelegenheit hat, ein umfassendes Friedensabkommen mit den Palästinensern zu erreichen. Dies sei auch die Ansicht der Mossad–Einheit, deren Aufgabe es sei, diplomatische Möglichkeiten zu analysieren. Angesichts der gegenwärtig guten Verhältnisse zu den Vereinigten Staaten, der russischen Regierung und der Wiederherstellung teilweiser diplomatischer Beziehungen zu den arabischen Staaten am Persischen Golf, die sich auf die Opposition gegen den Iran konzentrierten, besteht nach Auffassung von Cohen eine einmalige Gelegenheit für einen Frieden im Nahen Osten. Unter diesen sehr nützlichen Bedingungen für Israel müsse die Regierung die Chance jetzt ergreifen.
Die Jerusalem Post berichtete im September 2019, Cohen „glaubt, dass sich im Friedensprozess nichts bewegen wird, bis der Präsident der Palästinensischen Autonomiebehörde, Mahmud Abbas, sein Amt niederlegt.“

## Attentate
Zu den Attentaten, die dem Mossad während Cohens Amtszeit zugeschrieben werden, gehören:
- Mohamed Zouari, Hamas-Drohnenexperte in Tunesien[26]
- Fadi Mohammad al-Batsh, Hamas-Raketenexperte in Malaysia[27]
- Abdullah Ahmed Abdullah, angebliche Nummer 2 bei Al-Qaida in Teheran[28]
- Mohsen Fachrisadeh, iranischer Nuklearprogrammchef in Teheran[29]
- Qasem Soleimani, Kommandeur der Quds-Einheit in Bagdad[30]

## Privates
Cohen und seine Frau Aya haben zusammen vier Kinder. Sein Sohn Yonatan ist ehemaliger Offizier des Unit 8200 und leidet an Zerebralparese. Er hat außerdem eine Enkeltochter und lebt mit seiner Familie in Modiʿin eine traditionelle Lebensweise als Masorti. Neben Hebräisch spricht er fließend Englisch, Französisch und Arabisch. In seiner Freizeit betätigt er sich als Marathonläufer. Wegen seines stets gepflegten und stilvollen Aussehens wird er auch Das Model genannt. Laut dem Investigativjournalisten Ronen Bergman hat er den Ruf, ein harter Hund zu sein.